# Jossafat Oleh Howera

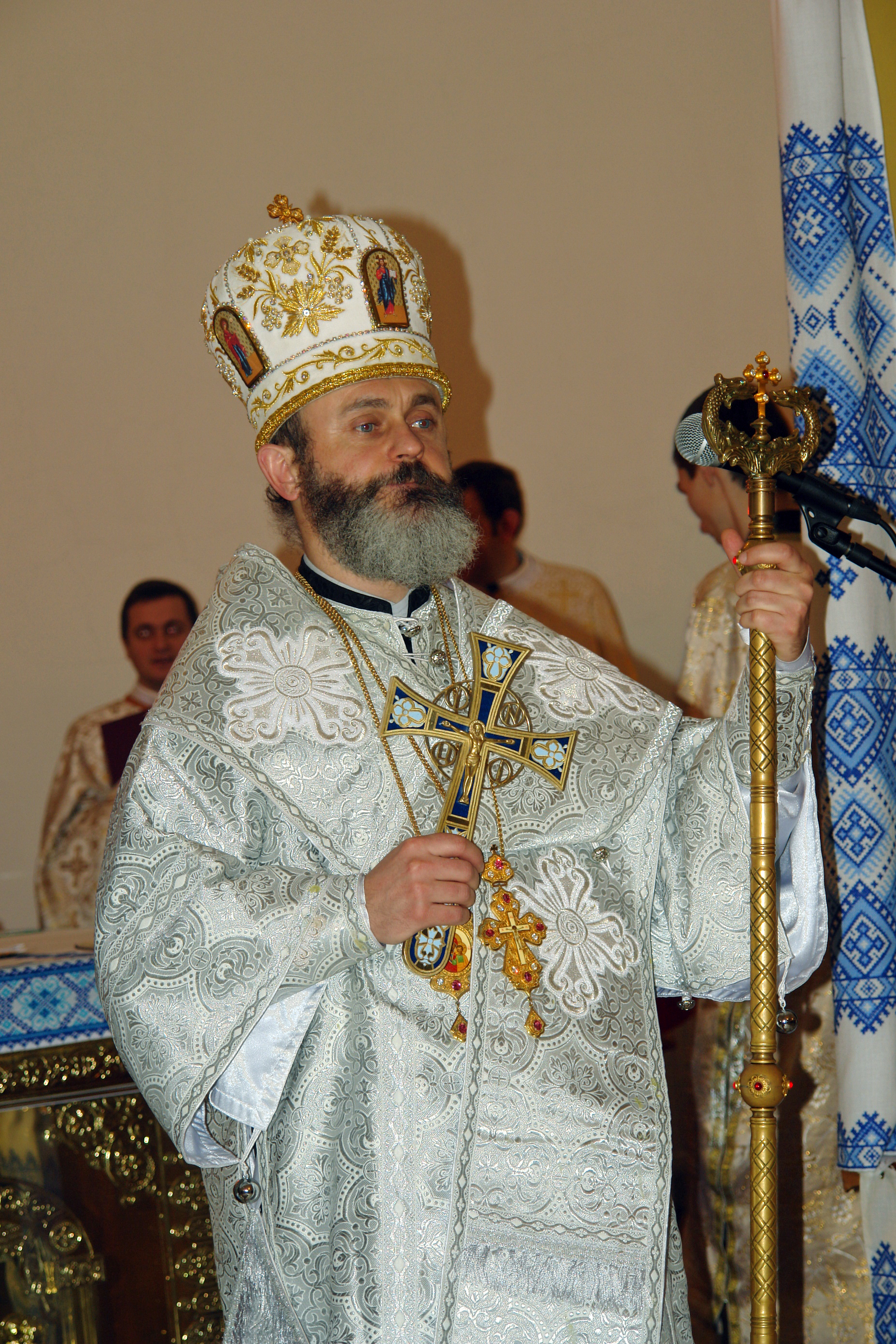
Josaphat Oleg Hovera

Bischofswappen von Josaphat Oleg Hovera

Jossafat Oleh Howera (ukrainisch Йосафат Олег Говера; * 12. September 1967 in Iwano-Frankiwsk, Ukrainische SSR) ist Erzbischöflicher Exarch von Luzk.

## Leben
Jossafat Oleh Howera empfing am 30. Mai 1990 die Priesterweihe.
Papst Benedikt XVI. ernannte ihn am 15. Januar 2008  zum Erzbischöflichen Exarchen von Luzk und Titularbischof von Caesariana. Der Erzbischof von Kiew und Großerzbischof von Kiew-Halytsch, Lubomyr Kardinal Husar MSU, spendete ihm am 7. April desselben Jahres die Bischofsweihe; Mitkonsekratoren waren Wassyl Semenjuk, Bischof von Ternopil-Sboriw, und Paul Patrick Chomnycky OSBM, Bischof von Stamford.